# Duck Stab
Duck Stab är en experimentell skiva skapad av det anonyma bandet The Residents år 1978. Skivan, med vissa varianter i innehåll och omfång, har återutgivits närmare 40 gånger, med senaste utgåva år 2023.
Den ursprungliga skivan utgiven i början av 1978 var en EP med 7 låtar, låtarna 1-7 nedan, utgiven under namnet Duck stab. En uppföljare med namnet Buster and Glen med 7 andra låtar var planerad att ges ut, förmodligen i början av 1979. Skivan Duck stab sålde slut och man valde då att ge ut bägge låtsamlingarna på ett album, vilket även gav en bättre ljudkvalitet på de ursprungliga låtarna.
Denna skiva innehöll 14 låtar, och gavs ut i november 1978 under namnet Duck Stab!/Buster & Glen, men har sedan getts ut under det kortare namnet Duck Stab.

## Låtlista
Låt 1-7 är från den ursprungliga EP:n Duck Stab, medan låt 8-14 tänkta att ges ut under namnet Buster & Glen tillfogades vid återutgivning av skivan i LP-format.
1. Constantinople
2. Sinister Exaggerator
3. The Booker Tease
4. Blue Rosebuds
5. Laughing Song
6. Bach Is Dead
7. Elvis And His Boss
8. Lizard Lady
9. Semolina
10. Birthday Boy
11. Weight-Lifting Lulu
12. Krafty Cheese
13. Hello Skinny
14. The Electrocutioner

Skivan har en total speltid på 35 minuter och 4 sekunder.